# Letana digitata
Letana digitata är en insektsart som beskrevs av Sigfrid Ingrisch 1990. Letana digitata ingår i släktet Letana och familjen vårtbitare. Inga underarter finns listade i Catalogue of Life.